# 판젠웨이

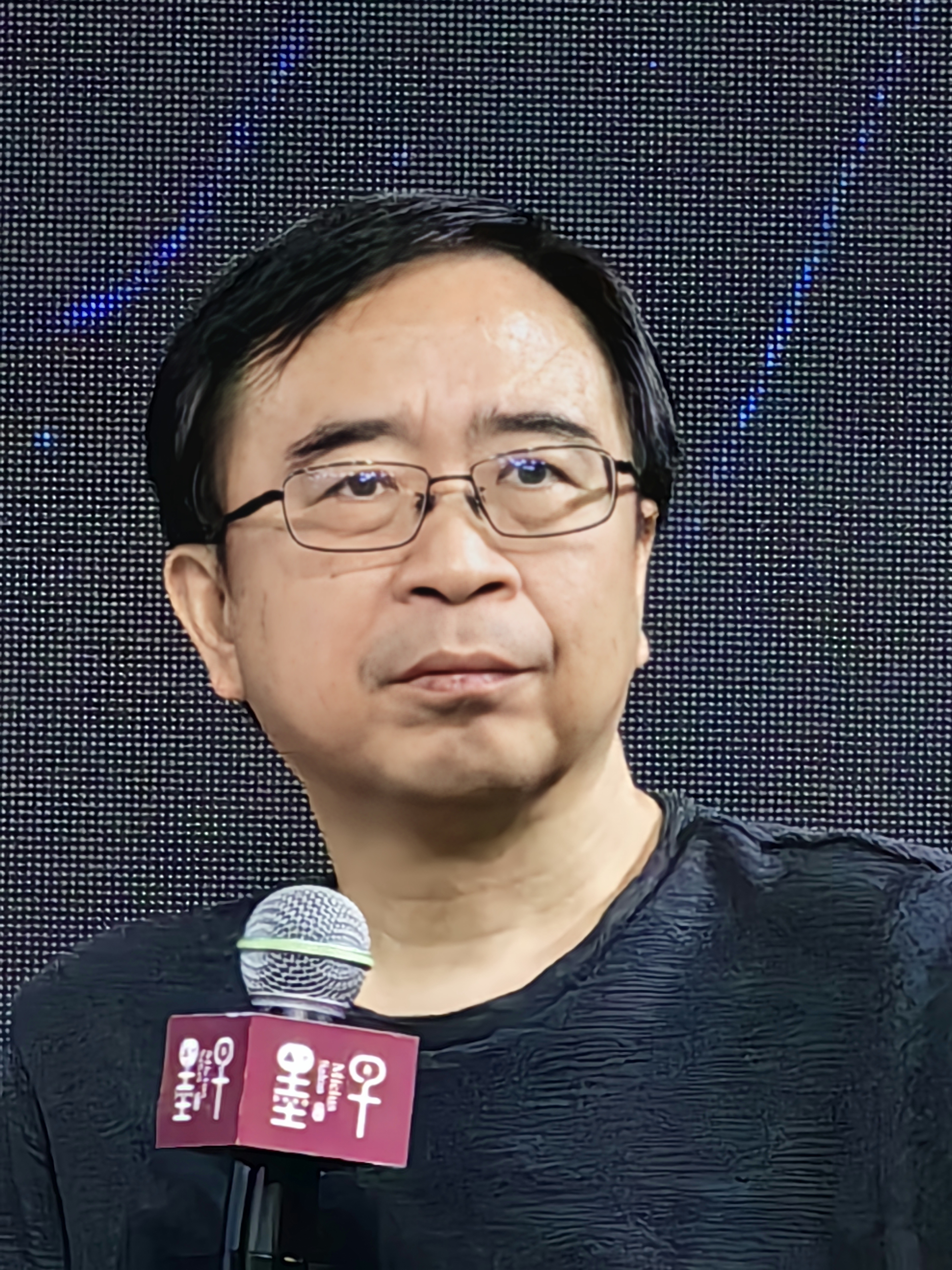

판젠웨이(중국어 간체자: 潘建伟, 병음: Pān Jiànwěi, 1970년 3월 3일 ~ )는 양자 얽힘 분야의 연구로 알려진 중국의 양자물리학자이다. '양자의 아버지'로 불리며 2017년 '네이처 10'에 이름을 올렸다. 중국과학원·세계과학원 소속 과학자로서 중국과학기술대 부총장을 역임하고 있다.

## 생애
판젠웨이는 1970년에 중국 저장성 진화시 둥양시에서 태어났으며 1987년에 중국과학기술대학 물리학과에 입학했다. 1992년에는 중국과학기술대학에서 현대물리학 학사 학위를 받았고 1995년에는 현대물리학 석사 학위를 받았다. 1999년에는 안톤 제일링거 그룹에서 일했던 오스트리아 빈 대학교에서 실험물리학 박사학위를 받았다. 2008년 5월에는 구삼학사에 입당했다.

## 기여
판젠웨이가 이끄는 팀은 2004년에 5개의 광자 결합을 보여주었다. 그의 지도하에 세계 최초의 양자 위성은 우주 스케일 국제 연구 프로젝트의 양자 실험의 일환으로 2016년 8월에 성공적으로 발사되었다. 판젠웨이 연구팀은 2017년 6월에 양자 위성을 이용해 1,600km에서 2,400km 사이의 위성 간 총합 길이와 수신기 사이의 1,200km에 걸친 방해 분포를 시연했다.

## 수상 및 인정
2011년 중국과학원, 2012년 세계과학원 회원으로 선출되었다. 2012년에는 국제 양자 커뮤니케이션상을 수상하기도 했다. 2014년 4월 중국과학기술대 부총장에 임명되었다. 그가 이끄는 연구 팀의 이중 양자택일에 대한 연구는 2015년에 물리학 세계 최고의 돌파구로 선정되었다. 2015년에는 펑청즈, 천유오, 루차오, 천젠빙 등과 함께 자연과학상(제1급)을 수상했다. 2016년 6월에는 중국과학기술협회 부주석으로 임명되었다.
2017년에는 《네이처》가 판젠웨이를 과학계에서 중대한 영향을 준 올해의 과학자 10명에 관한 목록인 네이처 10 가운데 하나로 선정했다. 2018년 1월에는 중국인민정치협상회의 제13기 전국위원회 위원으로 선출되었다. 2019년 판젠웨이는 물리학 검토 연구의 편집국장으로 임명되었다.